# Canto a lo poeta
Se denomina canto a lo poeta a una antigua tradición musical y literaria en la zona central de Chile, enmarcada dentro de la poesía popular.

## Generalidades
En el folclore chileno del Valle Central de Chile existía, hasta mediados del siglo XX, una rigurosa división de la poesía y música popular según el sexo del intérprete, ostentando cada rama sus propios argumentos, métrica, canto e instrumentos:
- Las cantoras representan la rama femenina y se dedicaban a cultivar formas musicales breves, destacando notablemente la tonada y la cueca, además de la polca y el vals. Las composiciones suelen ser entonces cuartetas octosílabas y el acompañamiento es con el arpa y la guitarra, acommpañada de finares traspuestos. Los temas de estas piezas suelen ser ligeros, alegres, pero con una sutil denuncia, desengaño o ironía si se pone más atención.

- Los cantores se dedican a la composición y declamación de piezas más extensas, compuestas en décimas, siendo sus temas o fundamentos el romance (épico), la lírica seria y el canto repentista. El acompañamiento estaba dado por el guitarrón y el rabel. Esta rama es la que constituye el Canto a lo Poeta, dentro del cual se distinguen a su vez las dos grandes divisiones: el Canto a lo Humano y el Canto a lo Divino. Por supuesto, este fenómeno nos hace hundir la raíz de este género en la Edad Media, en el arte de troveros y trovadores.

## Historia

### Orígenes
Esta forma de versificación llegó en la Colonia y se difundió por toda América, lo cual se atribuye al poeta español Vicente de Espinel. En Chile encontramos en dicho período los versos de los sacerdotes López, Morán y Oteiza (dominicos), que ellos usaron para comentar situaciones de la vida cotidiana y de humor. También encontramos los versos del capitán Mujica. Sus versos fueron recopilados por el investigador José Toribio Medina. Fueron la forma común de versificación durante gran parte de la historia de Chile, usados para crítica política, amorosos y de humor. 

### sigloXIX
A fines del siglo XIX, gracias a la imprenta se hacen conocidos varios nombres de autores: Rafael Allende, Bernardino Guajardo.
Es a finales de ese siglo que nace la Lira Popular. Hojas impresas que contenían seis u ocho versos de diversos temas: humor, noticias, crítica social y religiosos. No existe una especialización temática. En cada pliego se presentan todos los estilos de un mismo autor que los firma. En este período encontramos publicando a Rosa Araneda, Daniel Meneses, Bautista Peralta, Hipólito Cordero, Nicasio García. La Universidad de Chile y la Biblioteca Nacional conservan más de mil ejemplares.
La guerra del Pacífico y el gobierno de José Manuel Balmaceda entregarán gran acopio de material para que los poetas narren en sus versos. Una excelente recopilación fue realizada por Juan Uribe Echevarría.

### Siglo XX
A mediados del siglo XX, Diego Muñoz e Inés Valenzuela realizaron durante varios años publicaciones de liras populares, principalmente en los diarios "Democracia" y "El Siglo" esta publicación periódica permitió contactar a los cantores dispersos en Chile, llegar a crear la primera agrupación de payadores y realizar un importante congreso en la Universidad de Chile (1954).
El 30 de julio de 1992 se fundó la Asociación Gremial Nacional de Poetas Populares y Payadores de Chile (Agenpoch), cuyo principal propósito es la difusión de la poesía popular, especialmente el canto a lo humano. Entre los fundadores de la Agenpoch estuvo el cantor Francisco Astorga.

### Siglo XXI
A principios del siglo XXI comenzó a nacer una nueva generación de poetas y payadores, gracias a las enseñanzas de los antiguos maestros, especialmente a través de los Talleres de Poesía Popular. También se desarrollan Encuentros Nacionales, en Teno (Curicó, VII Región), Portezuelo (Chillán, VIII Región), Casablanca (V Región) y El Rincón (La Punta de Codegua, VI Región). Por otro lado, en la actualidad, el canto a lo divino sigue teniendo protagonismo, existen Encuentros Nacionales que se han hecho tradicionales desde los años 80 a la fecha, desarrollados en el Templo de Maipú y en el Santuario de Lourdes, ambos en la Región Metropolitana, en dichos Encuentros participan entre 60 y 100 poetas, hombres y mujeres, de las distintas regiones del centro del país, considerando desde la IV hasta la VII Región, principalmente. También existen diversas ocasiones en las cuales se toma protagonismo, tales como: Novenas a la Virgen, a la Santa Cruz, a los Santos y Velorios de angelitos, estas se realizan en distintas localidades, algunas en fechas fijas y otras convocadas por los propios cantores a lo divino.
El canto a lo poeta, junto con el romancero, el refranero, el adivinancero y los cuentos y leyendas, forma parte de una tradición que sigue vigente en los medios rurales y se renueva constantemente al ritmo de los cambios socioculturales del país. 

## Formas poéticas
La forma poética por excelencia de este canto es la décima espinela, consistente en cuatro estrofas octosílabas de diez versos cada una, que glosan una cuarteta inicial y que riman en la forma a-b-b-a-a-c-c-d-d-c, sumándose una estrofa de despedida, de modo que una construcción o Verso completo consiste en una cuarteta y cinco estrofas. Sin embargo, es la costumbre que al ser declamado o cantado, este Verso se inicie con una estrofa de saludo improvisada que incluye la cuarteta a glosar, de manera que el Verso cantado consiste en seis décimas.
De modo más esporádico se utilizan la sextina simple y el ovillejo, mientras que la cuarteta se utiliza solo en el contrapunto o paya.